# Hu Feng
Pour les articles homonymes, voir Hu.
Dans ce nom chinois, le nom de famille, Hu, précède le nom personnel.
Hu Feng (chinois : 胡风), né le 2 novembre 1902 et décédé le 8 juin 1985, est un écrivain et un théoricien de l'art et de la littérature chinois.  

## Biographie
Hu Feng est né à Qichun dans la province du Hubei, au sein d'une famille modeste.  
En 1922 il entre dans un lycée affilié à l'Université nationale du Sud-Est et rejoint la ligue de la jeunesse communiste chinoise. Dans la seconde moitié de 1925, il est admis au cours préparatoire du département chinois de l'université de Pékin. En 1926, il est admis au département de littérature occidentale de l'université Tsinghua.
Il est allé en 1929 au Japon, à l'université Keio, pour étudier en anglais.  Il a introduit la littérature révolutionnaire chinoise de gauche dans les publications japonaises «Art Studies» et «Lectures on General Literature».  Il a rejoint le parti communiste du Japon, la ligue anti-impériale et l'organisation japonaise des écrivains de gauche.  Il fut également l'un des chefs de la branche de Tokyo de la ligue chinoise des écrivains de gauche. Parce que Hu Feng faisait la promotion du marxisme et participait à des activités anti-guerre avec d'autres Chinois étudiant du Japon, il fut secrètement arrêté par la police politique japonaise en mars 1933 et expulsé vers la Chine en juin. 
À son retour en Chine, il est entré au sein de la Ligue des écrivains de gauche de Chine (Zhongguo zuoyi zuojia lianmeng, 中国左翼作家联盟) à Shanghai. Il était ami avec Lu Xun. Il a aussi vécu à Wuhan et Chongqing.  
Sa conception du réalisme s'opposait à celle de Mao Zedong à Yan'an, et il fut l'objet de critiques. En 1954, il a publié un « Rapport sur la pratique et l'état de l'art et de la littérature ces dernières années » (Guanyu ji nianlai wenyi shijian qingkuang de baogao, 关于几年来文艺实践情况的报告), également connu sous le nom de « Lettre de 300 000 lettres » (Sanshiwan yan shu, 三十万言书). En 1955, il est arrêté comme contre-révolutionnaire et détenu.
Mao disparait en 1976, la Bande des Quatre est arrêtée en octobre 1976 et Deng Xiaoping est réhabilité en juillet 1977. 
Hu Yaobang est alors chargé de la réhabilitation des dirigeants du Parti éliminés par Mao. Libéré en 1979, Hu Feng est ensuite réhabilité.